# 에스페란토기

에스페란토기

에스페란토기(에스페란토: Esperanto-flago)는 에스페란토 운동을 상징하는 기로 에스페란토 운동의 상징 가운데 하나이기도 하다. 초록색 바탕 왼쪽 상단에 하얀색 사각형이 그려져 있으며 사각형 안에는 초록색 오각별이 그려져 있다.
초록색은 희망을, 하얀색은 평화와 중립을, 별은 지구에서 인류가 살 수 있는 5개의 대륙(아시아, 유럽, 아메리카, 아프리카, 오세아니아)을 상징한다.